# Liste von Vulkanen im Jemen
Dies ist eine Liste von Vulkanen im Jemen, die während des Quartärs mindestens einmal aktiv waren.
| Bild | Name              | Insel                       | Vulkantyp     | Letzte Eruption         | Höhe [m]  | Geokoordinaten                |
| ---- | ----------------- | --------------------------- | ------------- | ----------------------- | --------- | ----------------------------- |
|      | Arhab             |                             | Vulkanfeld    | 500 n. Chr. ± 100 Jahre | 3100      | 15° 38′ 00″ N, 044° 05′ 00″ O |
|      | Bal Haf           |                             | Vulkanfeld    | unbekannt               | 233       | 14° 03′ 00″ N, 048° 20′ 00″ O |
|      | Bir Borhut        |                             | Vulkanfeld    | unbekannt               | unbekannt | 15° 33′ 00″ N, 050° 38′ 00″ O |
|      | Dhamar            |                             | Vulkanfeld    | 1937                    | 3500      | 14° 34′ 00″ N, 044° 40′ 00″ O |
|      |                   | Dschazirat Dschabal at-Tair | Schichtvulkan | 2008                    | 244       | 15° 33′ 00″ N, 041° 50′ 00″ O |
|      |                   | Hanisch-Inseln              | Schildvulkan  | unbekannt               | 422       | 13° 43′ 00″ N, 042° 44′ 00″ O |
|      | Jabal el-Marha    |                             | Tuffkegel     | unbekannt               | 2506      | 15° 14′ 42″ N, 044° 14′ 11″ O |
|      | Jabal Haylan      |                             | Vulkanfeld    | 1200 v. Chr.            | 1550      | 15° 26′ 00″ N, 044° 47′ 00″ O |
|      | Shuqra (es-Sawâd) |                             | Vulkanfeld    | 1253                    | 1737      | 13° 35′ 00″ N, 046° 07′ 00″ O |
|      |                   | Zubair-Archipel             | Schildvulkan  | 2011                    | 191       | 15° 03′ 00″ N, 042° 11′ 00″ O |
|      |                   | Zuqar, Hanisch-Inseln       | Schildvulkan  | unbekannt               | 624       | 14° 01′ 00″ N, 042° 45′ 00″ O |